# Attuma
Attuma è un personaggio dei fumetti creato da Stan Lee (testi) e Jack Kirby (disegni), pubblicato dalla Marvel Comics. La sua prima apparizione avviene in The Fantastic Four (vol. 1) n. 33 (dicembre 1964).
Attuma è un supercriminale appartenente alla razza atlantidea, un barbarico guerriero nomade e arcinemico di Namor il Sub-Mariner, crede di essere destinato a regnare su Atlantide, ed è padre dell'eroina Andromeda.

## Biografia del personaggio
Attuma nacque in una tribù atlantidea barbarica, che fu bandita anni prima. Per ragioni sconosciute Attuma nacque con forza, resistenza e velocità molto superiori a quelle di un normale atlantideo. Attuma divenne velocemente capo della sua tribù e dichiarò che avrebbe conquistato la città di Atlantide come aveva predetto un'antica profezia. Attuma ebbe una figlia, Andromeda, da sua moglie Gelva, ma rimase deluso dal fatto che fosse una femmina e non un maschio che ereditasse le sue conquiste, così la ignorò e lei si unì all'esercito Atlantideo.
Attuma raccolse le sue truppe e attaccò Atlantide, solo per essere sconfitto da Namor il Sub Mariner, principe di Atlantide e alleato dei Fantastici Quattro. Attuma e le sue truppe furono esiliate da Atlantide. Durante gli anni seguenti Attuma sarà spesso in guerra sia con Atlantide sia con il “mondo di superficie” (il nome atlantideo per le nazioni umane). Arrivò anche a creare una super arma capace di invadere il mondo di superficie, ma fu fermato da Iron Man. Durante un altro tentativo di invasione, creò delle maree ma fu sconfitto dai Vendicatori. Dopo la distruzione di Atlantide Attuma schiavizzò i popoli atlantidei nomadi, e con essi tentò nuovamente di conquistarla quando fu ricostruita, durante le nozze di Namor con Lady Dorma. Successivamente alleatosi con il Fantasma rosso, che poteva controllare le creature sottomarine, tentò nuovamente di conquistare la superficie, ma fu sconfitto dai Difensori. Si alleò invece con il Dottor Dorcas e lo Squalo Tigre per attaccare l'Hydro Base ma fu sconfitto da Namor. Così per vendicarsi del nemico, lo fece attaccare con l'inganno dai suoi alleati Vendicatori, ma il suo piano interferì con quello del Dottor Destino che lo fermò.
Quando il consiglio di Atlantide chiese a Namor di abdicare, egli accetto e lasciò Atlantide. Attuma fu così assoldato come mercenario per terminare la guerra civile in corso, ma ne approfittò per occupare il trono. Il suo governo non fu molto popolare, così Attuma rapì Marrina, la nuova moglie di Namor, per metterlo in difficoltà davanti al suo popolo. Ma Namor con l'aiuto di Alpha Flight e dei Vendicatori liberò Marrina e sconfisse Attuma. Attuma giurò vendetta contro gli eroi di superficie e si alleò alla Legione Letale poco dopo. Ma la sua collaborazione non durò molto e poco dopo si alleò con i Lemuriani per combattere ancora i Vendicatori.
Sempre assieme ai Lemuriani e ai Devianti, durante l'evento “Atlantide attacca”, dichiarò guerra all'umanità. Combatté contro Iron Man e Namor, e scoprì che sua figlia Andromeda era viva. Attaccò gli Stati Uniti e rapì Marvel Girl agli ordini di Ghaur. Alla fine combatté contro sua figlia Andromeda che sconfisse, ma Ghaur la fece fuggire. Ghaur e la lemuriana Llyra in segreto stavano complottando alle spalle di Attuma, e attaccarono Atlantide massacrando la sua popolazione in onore al dio Seth, quando Attuma era impegnato in superficie. Ma quando scoprì la verità lui e gli altri atlantidei si ritirarono dalla guerra. In seguito fu processato, ma poté far ritorno ad Atlantide.
Quando Namor perse il trono di Atlantide per far fronte ai suoi impegni come membro dei Difensori, Attuma riconquistò il trono e formò una squadra chiamata Deep Six per difendere Atlantide da Namor e dai Difensori. Alla fine Namor riuscì a sconfiggerlo nuovamente e a riavere il trono.
In tempi recenti Attuma era quasi riuscito a conquistare il mondo di superficie alleandosi a Kang il Conquistatore, ma fu sconfitto dai Vendicatori.

## Poteri e abilità
Attuma possiede diverse abilità superumane, comuni agli atlantidei. Ma la sua forza, resistenza, velocità e capacità di guarire dalle ferite è molto superiore a quella di un altro membro della sua razza. Come gli altri atlantidei Attuma non può sopravvivere fuori dall'acqua per più di dieci minuti, senza l'aiuto di speciali congegni o sieri che gli permettano di respirare l'aria. Le sue capacità sono rallentate quando è fuori dall'acqua.
Attuma è un abile guerriero, capace di combattere con diverse armi e a mani nude.
La sua arma preferita è una spada a tre punte.

## Altri media

### Televisione
- Attuma appare in The Marvel Super Heroes.
- Attuma appare nell'episodio "Pericolo negli abissi" de I Fantastici Quattro, doppiato da Henry Corden[2].
- Attuma appare nell'episodio "Macchinazione pericolosa" de I Vendicatori, doppiato da Philip Akin[2].
- Attuma appare nell'episodio "Paura dell'acqua" de I Fantastici 4 - I più grandi eroi del mondo.
- Attuma appare in Avengers Assemble[3], doppiato da Dwight Schultz nelle prime due stagioni[2] e da Dan Donohue nella quinta stagione[4]..
- Attuma appare in Ultimate Spider-Man, doppiato da Dwight Schultz[2].

### Cinema

#### Marvel Cinematic Universe
Attuma appare nel Marvel Cinematic Universe, interpretato da Alex Livinalli. In questa versione è alleato di Namor, ed è proveniente dalla città sommersa di Talokan.
- Attuma appare per la prima volta come uno dei due antagonisti secondari nel film Black Panther: Wakanda Forever (2022).
- Il personaggio è riapparso nuovamente nel film Avengers: Doomsday (2026).

### Videogiochi
- Attuma appare in Fantastic Four (1997)[6]
- Attuma appare in Marvel: La Grande Alleanza[7], doppiato da Gregg Berger[2].
- Attuma appare in LEGO Marvel Super Heroes 2[8].